# Bystrowianidae
De Bystrowianidae zijn een familie van uitgestorven reptiliomorfe gewervelde landdieren, ontdekt in continentale sedimentaire gesteenten van het Laat-Perm van Rusland en China en het Trias van Rusland en Duitsland en benoemd naar de Russische paleontoloog Alexei Petrovich Bystrow. Terwijl andere groepen reptiliomorfe 'amfibieën' aan het einde van het Perm uitstierven, reiken de Bystrowianiden met de relictvormen Synesuchus en Bystrowiela tot in het Midden-Trias.

## Kenmerken
Met uitzondering van Bystrowiana, worden Bystrowianiden bijna uitsluitend gedocumenteerd door wervels en huidbeenplaten (osteodermen), zodat deze tot dusver de enige osteologische kenmerken hebben opgeleverd voor het onderscheiden van Bystrowianide geslachten en soorten (Novikov & Shishkin 2000, Novikov et al. 2000) .
De wervelstructuur, gekenmerkt door bilateraal holvormige pleurocentra, die zijn versmolten met de wervelbogen, en tussenliggende schijfvormige tot bolvormige intercentra, is in wezen vergelijkbaar met die van de zustergroep Chroniosuchidae. Een bijzonder kenmerk van de Bystrovianiden zijn een paar of meerdere paren paraneurale kanalen, die lateraal of boven het eigenlijke wervelkanaal in de wervelboog liggen en even volumineus kunnen zijn (volgens Novikov et al. 2000). Hun functie is onduidelijk, maar hun vorm kan verband houden met de ontwikkeling van de epiaxiale spieren (Golubev 1998).
In tegenstelling tot sommige chroniosuchiden, zijn de dorsale osteodermen altijd smal en het is onwaarschijnlijk dat ze als beschermend pantser hebben gefunctioneerd. Ze tonen een ventraal uitsteeksel met een ovale dwarsdoorsnede, die altijd is versmolten met het doornuitsteeksel van de bijbehorende wervel. Hoewel beide groepen een gecompliceerde articulatie tussen twee platen laten zien, beschouwt Golubev (1998) de homologie van dergelijke structuren bij chroniosuchiden en bystrowianiden als problematisch. Novikov & Shishkin (2000), aan de andere kant, homologeren de 'platy forewings' (alae anteriores) en de achterste articulaire plaat (lamina articularis) van de Bystrowianiden met de naar voren en naar achteren wijzende uitsteeksels van de chroniosuchide osteodermen.

## Systematiek
Na hun eerste indeling in de Kotlassioidea of Kotlassiomorpha, die worden beschouwd als een subgroep van de Seymouriamorpha (Vyushkov 1957, Tatarinov 1972), zijn bystrowianiden samen met de chroniosuchiden in de Chroniosuchia (syn. Chroniosuchida) geplaatst sinds de herziening door Ivakhnenko & Tverdokhlebova ( 1980). Geslachten en soorten van de tot nu toe beschreven Bystrowianidae:
- Bystrowiana permira Vyushkov, 1957
- Bystrowiana sinica Young, 1979
- Axitectum vjushkovi Novikov & Shishkin, 1992
- Axitectum georgi Novikov & Shishkin, 2000
- Dromotectum spinosum Novikov & Shishkin, 1996
- Synesuchus muravjevi Novikov & Shishkin, 1996
- Bystrowiella schumanni Witzmann, Schoch & Maisch, 2008.